# Wenyuan Yinghua

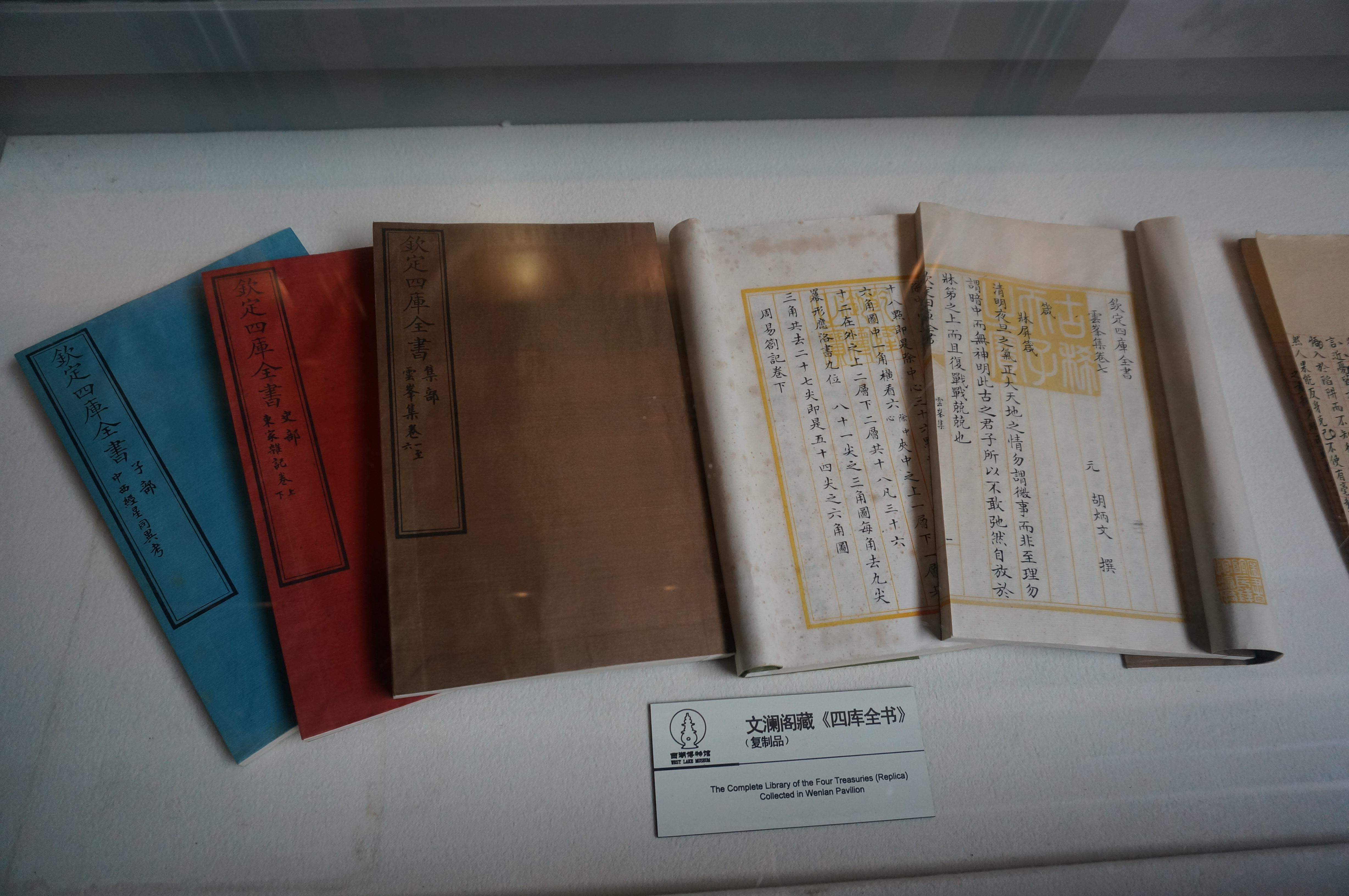
Antología completa de Wenyuan Yinghua

Las flores más hermosas en el jardín de la literatura (en chino, 文苑英華; pinyin, Wenyuan Yinghua) es una antología de poesía, odas, canciones y escritos desde la dinastía Liang hasta la época de las Cinco Dinastías. El libro fue compilado por un equipo de oficiales encabezados por Li Fang bajo una orden imperial de 982 a 986, durante la dinastía Song. Está dividido en 1.000 volúmenes y 38 géneros por secciones con 19.102 piezas de obras escritas por unos 2.200 autores, gran parte de la compilación crucial de los escritos provino de los eruditos de la dinastía Tang.